# NGC 1446
NGC 1446 – gwiazda o jasności 13,5m znajdująca się w gwiazdozbiorze Erydanu. Zaobserwował ją John Dreyer 8 stycznia 1877 roku i błędnie skatalogował jako obiekt typu „mgławicowego”. W 1882 roku obserwował ją też Wilhelm Tempel.